# Valojoulx
Valojoulx là một xã, nằm ở tỉnh Dordogne vùng Aquitaine của Pháp. Xã này có diện tích 11,79 kilômét vuông, dân số năm 2004 là 236 người. Xã nằm ở khu vực có độ cao trung bình 97 m trên mực nước biển.

## Hành chính
| Danh sách các xã trưởng                |             |                            |      |                 |
| Giai đoạn                              | Giai đoạn   | Tên                        | Đảng | Tư cách         |
| tháng 3 năm 2001                       | đương nhiệm | Nathalie Manet-Carbonnière | PS   | Nữ ủy viên vùng |
| Tất cả các dữ liệu trước đây không rõ. |             |                            |      |                 |

## Thông tin nhân khẩu
| Năm    | 1962 | 1968 | 1975 | 1982 | 1990 | 1999 | 2004 |
| ------ | ---- | ---- | ---- | ---- | ---- | ---- | ---- |
| Dân số | 199  | 185  | 172  | 183  | 197  | 208  | 236  |